# Chương trình Phát triển của Liên Hợp Quốc
Chương trình Phát triển Liên Hợp Quốc (tiếng Anh: United Nations Development Programme, viết tắt UNDP) có trụ sở tại Thành phố New York.
UNDP có mạng lưới phát triển toàn cầu, có mặt tại hơn 166 quốc gia với nhiệm vụ chính là tuyên truyền vận động cho sự đổi mới và là cầu nối giữa các nước với tri thức, kinh nghiệm và nguồn lực để giúp người dân xây dựng một cuộc sống tốt đẹp hơn. Chi phí hoạt động của UNDP được bảo trợ thông qua các khoản viện trợ không bắt buộc từ các cá nhân và các tổ chức trên thế giới.

## Lịch sử
UNDP được thành lập ngày 22 tháng 11 năm 1965, là sự hợp nhất của Chương trình mở rộng hỗ trợ kỹ thuật EPTA (Expanded Programme of Technical Assistance) vốn được thành lập năm 1949, và Quỹ đặc biệt của Liên Hợp Quốc (UN Special Fund) thành lập năm 19onsolidation of the Special Fund and the Expanded Programme of Technical Assistance in a United Nations Development Programme GA Res 2029
Sự hợp nhất nhằm tránh trùng lặp hoạt động. EPTA hỗ trợ các khía cạnh kinh tế và chính trị của các nước kém phát triển, trong khi Quỹ đặc biệt là để mở rộng phạm vi hỗ trợ kỹ thuật của Liên Hợp Quốc.Murphy, C.N. 2006, The United Nations Development Programme: A Better Way? Cambridge: Cambridge University Press, p. 51
Năm 1971, UNDP tích hợp đầy đủ của hai tổ chức này.
Năm 1§995, Văn phòng Dịch vụ Dự án của Liên Hợp Quốc UNOPS (UN Office for Project Services), tách ra thành một tổ chức dịch vụ độc lập với UNDP. UNOPS tiếp quản việc quản lý và thực hiện các chương trình.

## UNDP tại Việt Nam
Trọng tâm của UNDP tại Việt Nam là giúp Việt Nam xây dựng và chia sẻ giải pháp cho các thách thức sau đây:
1. Quản lý theo nguyên tắc dân chủ
2. Xoá đói giảm nghèo
3. Ngăn chặn khủng hoảng và phục hồi sau khủng hoảng
4. Năng lượng và môi trường
5. Công nghệ thông tin và viễn thông
6. Phòng chống HIV/AIDS
7. Khuyến khích bảo vệ quyền con người và vị thế người phụ nữ trong xã hội.

## Các giám đốc
| Tt | Giám đốc             | Từ nước      | Nhiệm kỳ      |
| -- | -------------------- | ------------ | ------------- |
| 9  | Achim Steiner        | Brazil / Đức | 2017-Hiện nay |
| 8  | Helen Clark          | New Zealand  | 2009-2017     |
| 7  | Kemal Derviş         | Thổ Nhĩ Kỳ   | 2005–2009     |
| 6  | Mark Malloch Brown   | Anh Quốc     | 1999–2005     |
| 5  | James Gustave Speth  | Hoa Kỳ       | 1993–1999     |
| 4  | William Henry Draper | Hoa Kỳ       | 1986–1993     |
| 3  | F. Bradford Morse    | Hoa Kỳ       | 1976–1986     |
| 2  | Rudolph A. Peterson  | Hoa Kỳ       | 1972–1976     |
| 1  | Paul G. Hoffman      | Hoa Kỳ       | 1966–1972     |

## Đại sứ thiện chí
UNDP cùng với các cơ quan khác của LHQ, đã từ lâu tranh thủ các dịch vụ và hỗ trợ của các cá nhân nổi bật làm Đại sứ thiện chí. Sự nổi tiếng của họ sẽ giúp khuếch trương các thông báo cấp thiết và phổ quát của phát triển con người và hợp tác quốc tế, giúp tăng tốc độ đạt được Mục tiêu Phát triển Thiên niên kỷ. Họ nói lên chương trình UNDP về các cơ hội tự lực phát triển và thúc đẩy mọi người hành động vì lợi ích của việc cải thiện cuộc sống của mình và những người đồng bào của họ.
- Antonio Banderas  Tây Ban Nha,[3]
- Thái tử Haakon Magnus của Na Uy  Na Uy,[4]
- Konno Misako  Nhật Bản,
- Ronaldo  Brasil,[5]
- Zinedine Zidane  Pháp,[5]
- Maria Sharapova  Nga,
- Didier Drogba  Bờ Biển Ngà,
- Iker Casillas  Tây Ban Nha,
- Connie Britton  Hoa Kỳ,
- Marta Vieira da Silva  Brasil,